# ورزشگاه سیتروس
ورزشگاه سیتروس (به انگلیسی: Citrus Stadium) با ظرفیت ۱۰٬۰۰۰ نفر در شهر گلندورا ایالت کالیفرنیا واقع شده‌استو دارای زمین چمن می‌باشد.